# Antonios Pepanos
Antonios Pepanos (griechisch Αντώνιος Πέπανος; * 1866 in Patras; † 1918) war ein griechischer Schwimmer, der an den Olympischen Sommerspielen 1896 in Athen teilnahm. Er trat an im 500-Meter-Freistilschwimmen und belegte dort mit einer Zeit von 9:57,6 Minuten den zweiten Platz. Pepanos war Mitglied des Panachaiki Gymnastiki Enosi, einem Verein, der bereits viele olympische Medaillen gewinnen konnte. Mit seinen 30 Jahren war Pepanos voller Zweifel, ob er in diesem für Sportler hohen Alter noch einmal antreten sollte, da seine erfolgreichen Zeiten längst vorbei waren. Aufgrund dieser Tatsache trat er nur in einem Wettkampf an.